# Ian Cox
Ian Cox   (Croydon, 25 de març de 1971) és un exfutbolista de Trinitat i Tobago de la dècada de 2000.
Fou 16 cops internacional amb la selecció de Trinitat i Tobago. Pel que fa a clubs, destacà a Crystal Palace, Bournemouth i Gillingham.